# دير العدس (القدس)
دير العدس دير للسريان الأرثوذكس يقع داخل أسوار البلدة القديمة لمدينة القدس، في حارة السعدية في الحي الإسلامي، بجوار دير حبس المسبح.